# Département de la Santé (Irlande)
Pour les articles homonymes, voir Département de la Santé.
 (décembre 2018).
Si vous disposez d'ouvrages ou d'articles de référence ou si vous connaissez des sites web de qualité traitant du thème abordé ici, merci de compléter l'article en donnant les références utiles à sa vérifiabilité et en les liant à la section « Notes et références ».
 (octobre 2024).
La mise en forme du texte ne suit pas les recommandations de Wikipédia : il faut le « wikifier ».
Les points d'amélioration suivants sont les cas les plus fréquents. Le détail des points à revoir est peut-être précisé sur la page de discussion.
- Les titres sont pré-formatés par le logiciel. Ils ne sont ni en capitales, ni en gras.
- Le texte ne doit pas être écrit en capitales (les noms de famille non plus), ni en gras, ni en italique, ni en « petit »…
- Le gras n'est utilisé que pour surligner le titre de l'article dans l'introduction, une seule fois.
- L'italique est rarement utilisé : mots en langue étrangère, titres d'œuvres, noms de bateaux, etc.
- Les citations ne sont pas en italique mais en corps de texte normal. Elles sont entourées par des guillemets français : « et ».
- Les listes à puces sont à éviter, des paragraphes rédigés étant largement préférés. Les tableaux sont à réserver à la présentation de données structurées (résultats, etc.).
- Les appels de note de bas de page (petits chiffres en exposant, introduits par l'outil «  Source ») sont à placer entre la fin de phrase et le point final[comme ça].
- Les liens internes (vers d'autres articles de Wikipédia) sont à choisir avec parcimonie. Créez des liens vers des articles approfondissant le sujet. Les termes génériques sans rapport avec le sujet sont à éviter, ainsi que les répétitions de liens vers un même terme.
- Les liens externes sont à placer uniquement dans une section « Liens externes », à la fin de l'article. Ces liens sont à choisir avec parcimonie suivant les règles définies. Si un lien sert de source à l'article, son insertion dans le texte est à faire par les notes de bas de page.
- La présentation des références doit suivre les conventions bibliographiques. Il est recommandé d'utiliser les modèles {{Ouvrage}}, {{Chapitre}}, {{Article}}, {{Lien web}} et/ou {{Bibliographie}}. Le mode d'édition visuel peut mettre en forme automatiquement les références.
- Insérer une infobox (cadre d'informations à droite) n'est pas obligatoire pour parachever la mise en page.

Pour une aide détaillée, merci de consulter Aide:Wikification.
Si vous pensez que ces points ont été résolus, vous pouvez retirer ce bandeau et améliorer la mise en forme d'un autre article.
Le département de la Santé (anglais : Department of Health ou irlandais : An Roinn Sláinte) est un département d'État (ou ministère) du gouvernement de l'Irlande. Il est dirigé par le ministre de la Santé, qui est assisté de trois secrétaires d'état.

## Histoire
Le département a été créé par une modification en 1946 de la loi sur les ministres et les secrétaires (Ministers and Secretaries Acts) sous le nom de Department of Health (Département de la Santé). Cela a pris effet en 1947 avec James Ryan comme premier titulaire. Auparavant, le Département du Logement, de la Planification et de l'Administration locale était responsable de la santé.

### Évolution
| Statute           | Effect                                                                        |
| ----------------- | ----------------------------------------------------------------------------- |
| 1946 Act          | Establishment of the Department of Health                                     |
| S.I. No. 58/1947  | Transfer of Health from the Department for Local Government and Public Health |
| S.I. No. 308/1997 | Renamed as the Department of Health and Children                              |
| S.I. No. 218/2011 | Transfer of Children to the Department of Children and Youth Affairs          |
| S.I. No. 219/2011 | Renamed as the Department of Health                                           |
| S.I. No. 488/2011 | Transfer of Child Care to Department of Children and Youth Affairs            |